# Joachim Carcela-González
Joachim Carcela-González (Ostenda, 16 dicembre 1999) è un calciatore belga, centrocampista del Krumovgrad.

## Biografia
È cugino di Mehdi Carcela-González, anch'egli calciatore professionista.

## Caratteristiche tecniche
È un centrocampista offensivo.

## Carriera
Cresciuto nel settore giovanile dello Standard Liegi, debutta in prima squadra il 30 ottobre 2019 giocando i minuti di recupero dell'incontro di Pro League vinto 2-0 contro il Waasland-Beveren. Il 29 ottobre 2020 fa il suo esordio nelle coppe europee giocando gli ultimi quindici minuti dell'incontro della fase a gironi di Europa League perso 3-0 contro il Benfica.

## Statistiche
Statistiche aggiornate al 26 dicembre 2020.

### Presenze e reti nei club
| Stagione        | Squadra         | Campionato      | Campionato | Campionato | Coppe nazionali | Coppe nazionali | Coppe nazionali | Coppe continentali | Coppe continentali | Coppe continentali | Altre coppe | Altre coppe | Altre coppe | Totale | Totale | Totale |
| Stagione        | Squadra         | Comp            | Pres       | Reti       | Comp            | Pres            | Reti            | Comp               | Pres               | Reti               | Comp        | Pres        | Reti        | Pres   | Reti   |        |
| --------------- | --------------- | --------------- | ---------- | ---------- | --------------- | --------------- | --------------- | ------------------ | ------------------ | ------------------ | ----------- | ----------- | ----------- | ------ | ------ | ------ |
| 2019-2020       | Standard Liegi  | D1              | 1          | 0          | CB              | 0               | 0               |                    | -                  | -                  |             | -           | -           | 1      | 0      |        |
| 2020-2021       | Standard Liegi  | D1              | 1          | 0          | CB              | 0               | 0               | UEL                | 3                  | 0                  |             | -           | -           | 4      | 0      |        |
| Totale carriera | Totale carriera | Totale carriera | 2          | 0          |                 | 0               | 0               |                    | 3                  | 0                  |             | -           | -           | 5      | 0      |        |